# Karabin wz. 38M
Karabin samopowtarzalny wz. 38M (kbsp wz. 38M) – polski karabin samopowtarzalny skonstruowany w drugiej połowie lat 30 XX w. przez inż. Józefa Maroszka. Zaawansowane prace nad uruchomieniem jego produkcji seryjnej zostały przerwane przez wybuch II wojny światowej. Na wyposażeniu Wojska Polskiego znalazło się jedynie ok. 150 egzemplarzy serii informacyjnej poddawanych testom w wybranych jednostkach liniowych.

## Historia

### Geneza
Pierwsze próby skonstruowania polskiego karabinu samopowtarzalnego podejmowano już po kilku latach od odzyskania niepodległości. Początkowo nie odnoszono jednak na tym polu sukcesów, a armia wykazywała umiarkowane zainteresowanie tego typu bronią.
W latach 1920–1921 w Zbrojowni Wojsk Polskich we Lwowie powstał pierwszy polski karabin samopowtarzalny kbsp wz. 1921. Nie była to jednak konstrukcja tworzona od podstaw przez polskich inżynierów a głęboka przebudowa austro-węgierskiego karabinu powtarzalnego Mannlicher M1888 (lub M1890), przystosowująca go do prowadzenia ognia samopowtarzalnego. Efektem prac było powstanie kilku prototypów kbsp wz. 1921, jednak z nieznanych przyczyn broń  ta nie trafiła do produkcji seryjnej, a dalszych prac w tym kierunku zaniechano.
Kolejną próbę podjął płk. Jerzy Dunajewski z Departamentu Uzbrojenia Ministerstwa Spraw Wojskowych. W latach 1926–1929 stworzył on własny autorski prototyp jednak z dodaną możliwością prowadzenia ognia samoczynnego o regulowanej szybkostrzelności, a więc broń będącą już de facto karabinem automatycznym. Mimo uzyskania  patentu, porzucił on swój projekt ze względu na nie osiągnięcie zadowalających rezultatów.
W 1927 r. inż. Stanisław Kubiński konstruktor z Lwowskiej firmy „Arma” zaprezentował w Centralnej Szkole Strzelniczej w Toruniu własny prototyp. Nadzorująca testy komisja uznała karabin Kubińskiego za konstrukcję perspektywiczną, brak jednak informacji o jego dalszym rozwoju.
W latach 1928–1930 nieznany z imienia konstruktor o nazwisku Banach (student Politechniki Warszawskiej) opracowywał karabin oparty konstrukcyjnie na szwedzkiej strzelbie samopowtarzalnej Sjögren oraz niemieckim karabinie samopowtarzalnym Mauser M1916. Rezultaty nie okazały się jednak zadowalające i prace zostały przerwane jeszcze na etapie konstruowania prototypu.
Pojawianie się kolejnych mniej lub bardziej udanych karabinów samopowtarzalnych oraz ogólne dyskusje w zagranicznej prasie fachowej odnośnie zasadności stosowania takich konstrukcji, wywołały również debatę na ten temat wśród polskich wojskowych. Zwolennicy karabinów samopowtarzalnych jako ich niewątpliwe zalety wskazywali większą szybkostrzelność, wygodę obsługi i możliwość ciągłej obserwacji celu nie przerywanej przez konieczność każdorazowego ręcznego przeładowania broni. Konserwatyści obawiali się jednak nadmiernego zużywania amunicji przez żołnierzy wyposażonych w zbyt szybkostrzelną ich zdaniem broń. Uznając jednocześnie, iż stosowane dotychczas karabiny powtarzalne i maszynowe dostatecznie dobrze się uzupełniają i nie ma potrzeby wprowadzania nowych rozwiązań. Ostatecznie przeważyły jednak argumenty zwolenników, efektem czego ogłoszono oficjalny konkurs na nowe karabiny dla Wojska Polskiego.

### Prototyp Maroszka
W marcu 1934 r. Instytut Badań Materiałów Uzbrojenia ogłosił konkurs na opracowanie karabinu samopowtarzalnego dla Wojska Polskiego. Wymagania wobec nowej broni były następujące:
- zasilanie podstawowym nabojem karabinowym Wojska Polskiego – 7,92 × 57 mm Mauser[4]
- magazynek o pojemności 10 naboi[4]
- masa karabinu nie przekraczająca 4,5 kg[4]
- długość lufy analogiczna jak w karabinku wz. 29[4]
- prostota obsługi[4]
- prostota konstrukcji cechująca się małą liczbą części składowych  i umożliwiająca łatwą produkcję[4]

Jednocześnie nie postawiono wymagań odnośnie do działania automatyki broni, zdając się w tym względzie na konstruktorów. Po roku od ogłoszenia konkursu, przedstawiono komisji 9 następujących projektów: SKS, BK, 14895, Gajos, ABC-34, Celer, ES, Turniej, Samopał. We wrześniu 1935 r. projekty poddano ocenie po czym wybrano spośród nich trzy:
- SKS[a] – autorstwa inż. Stefańskiego[4]
- ES – autorstwa inż. Edwarda Steckiego (projekt rozwijany w Państwowej Wytwórni Uzbrojenia)[4]
- Turniej – autorstwa inż. Józefa Maroszka[4]

Na dalszym etapie badań karabin SKS został odrzucony, postanowiono natomiast równolegle rozwijać projekty Steckiego (karabin ES) oraz Maroszka (karabin Turniej). Pierwszą nagrodę w konkursie zdobył karabin Steckiego, jednak ciągłe problemy z prototypem sprawiły, że prace nad nim nie zostały ukończone przed wybuchem wojny.
Decyzję o budowie prototypu karabinu Turniej podjęto na przełomie 1935/1936 r. Jednak już po ukończeniu rysunków technicznych i w trakcie zaawansowanych prac nad prototypem, konstruktor wpadł na pomysł wprowadzenia nowego sposobu ryglowania. Maroszek przekonał do swojego pomysłu szefa Instytutu Technicznego Uzbrojenia, który dał mu 6 tygodni na skorygowanie rysunków. W połowie 1936 r. w Zbrojowni nr 2 w Warszawie przystąpiono do budowy prototypu, który wykonano w zaledwie 3 tygodnie.
W drugiej połowie 1936 r. w Centrum Badań Balistycznych w Zielonce odbyły się testy prototypu, który zebrał pozytywne oceny. Pewne wady wykazała jedynie iglica której grot potrafił pękać już po oddaniu 1000 strzałów. W związku z tym iglicę monolityczną zastąpiono dwuczęściową, której grot wykonywany był z drutu fortepianowego dzięki czemu jej wytrzymałość wzrosła do 120 000 strzałów. Po poprawieniu konstrukcji wykonano kolejne pięć egzemplarzy karabinu, które w 1937 r. skierowano do bardziej zaawansowanych i wszechstronnych testów, badając między innymi kwestie zużywania się materiałów oraz niezawodności działania mechanizmów w zróżnicowanych warunkach. Po pozytywnych wynikach testów jeszcze w tym samym roku przeprowadzono oficjalną prezentację karabinu przed komisją na szczeblu generalskim (pokaz przeprowadzał osobiście Maroszek uzyskując przy oddaniu 10 strzałów 100% trafień w cel).

### W Wojsku Polskim

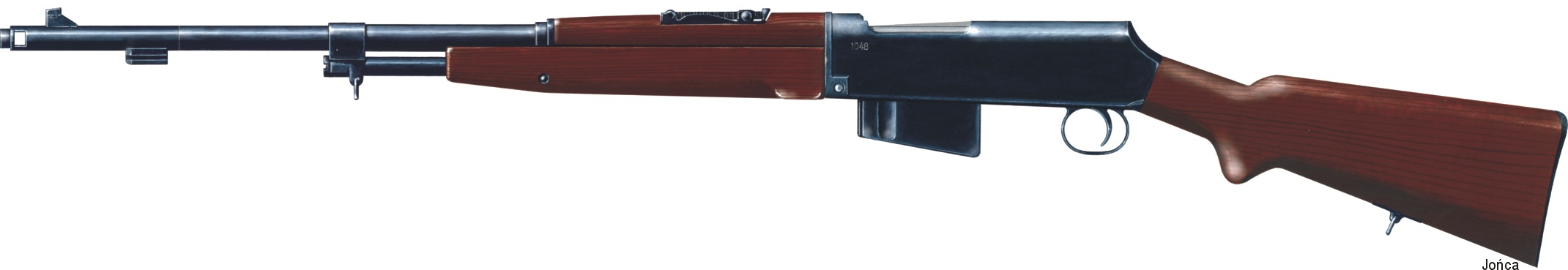
kbsp wz. 38M

Po zakończeniu programu badawczego powołana została specjalna komisja, której powierzono zadanie wszechstronnej analizy karabinu Maroszka pod względem przydatności dla Wojska Polskiego. Na początku 1938 r. podjęto warunkową decyzję o rozpoczęciu produkcji i przyjęciu karabinu na wyposażenie jako kbsp wz. 38M, o ile przejdzie on pozytywnie testy poligonowe.
Jeszcze przed ostatecznym wynikiem testów, rozpoczęto przygotowania do uruchomienia produkcji seryjnej, a pomiędzy marcem a majem 1938 r. zamówiono w Fabryce Broni w Radomiu serię informacyjną 72 szt. karabinów. W wyniku obiecujących rezultatów testów 13 lipca 1938 r. wiceminister spraw wojskowych gen. Aleksander Litwinowicz polecił Departamentowi Uzbrojenia zamówić kolejne 55 szt. karabinów w Zbrojowni nr 2 w Warszawie, w celu przetestowania ich w jednostkach liniowych. 24 lutego 1939 r. Instytut Techniczny Uzbrojenia zlecił modernizację karabinów ukierunkowaną na zwiększenie ich celności, brak jednak szerszych informacji odnośnie wykonania tego zlecenia. Ogółem do lipca 1939 r. wyprodukowano ok. 150 szt. kbsp wz. 38M, które znalazły się na wyposażeniu Wojska Polskiego przechodząc testy w jednostkach liniowych.
Wybuch II wojny światowej uniemożliwił ukończenie przygotowań do produkcji seryjnej, a współcześnie nie są znane wiarygodne doniesienia o wykorzystaniu w walce karabinów z serii informacyjnej, znajdujących się wtedy na wyposażeniu Wojska Polskiego. Jedyny opisywany przypadek bojowego użycia kbsp wz. 38M w trakcie kampanii wrześniowej, opiera się jedynie na relacji samego konstruktora broni – Józefa Maroszka. Mianowicie wspominał on, iż w trakcie ewakuacji personelu Instytutu Technicznego Uzbrojenia, ich pociąg został zaatakowany pod Zdołbunowem przez 2 niemieckie samoloty. Maroszek wg swojej relacji miał osobiście ostrzelać jeden z nich z posiadanego egzemplarza karabinu zabijając strzelca pokładowego i ciężko raniąc pilota, zmuszając go tym samym do awaryjnego lądowania.
Po zajęciu Polski karabiny wz. 38M zostały najprawdopodobniej przejęte przez Niemców. Według wspomnień Maroszka, miał on w 1940 r. widzieć w Warszawie grupę kilkunastu niemieckich żołnierzy uzbrojonych w jego karabiny, co świadczyłoby o ich wykorzystaniu przez Wehrmacht. Nie jest znane szersze użycie karabinów wz. 38M w czasie II wojny światowej.

## Zachowane egzemplarze

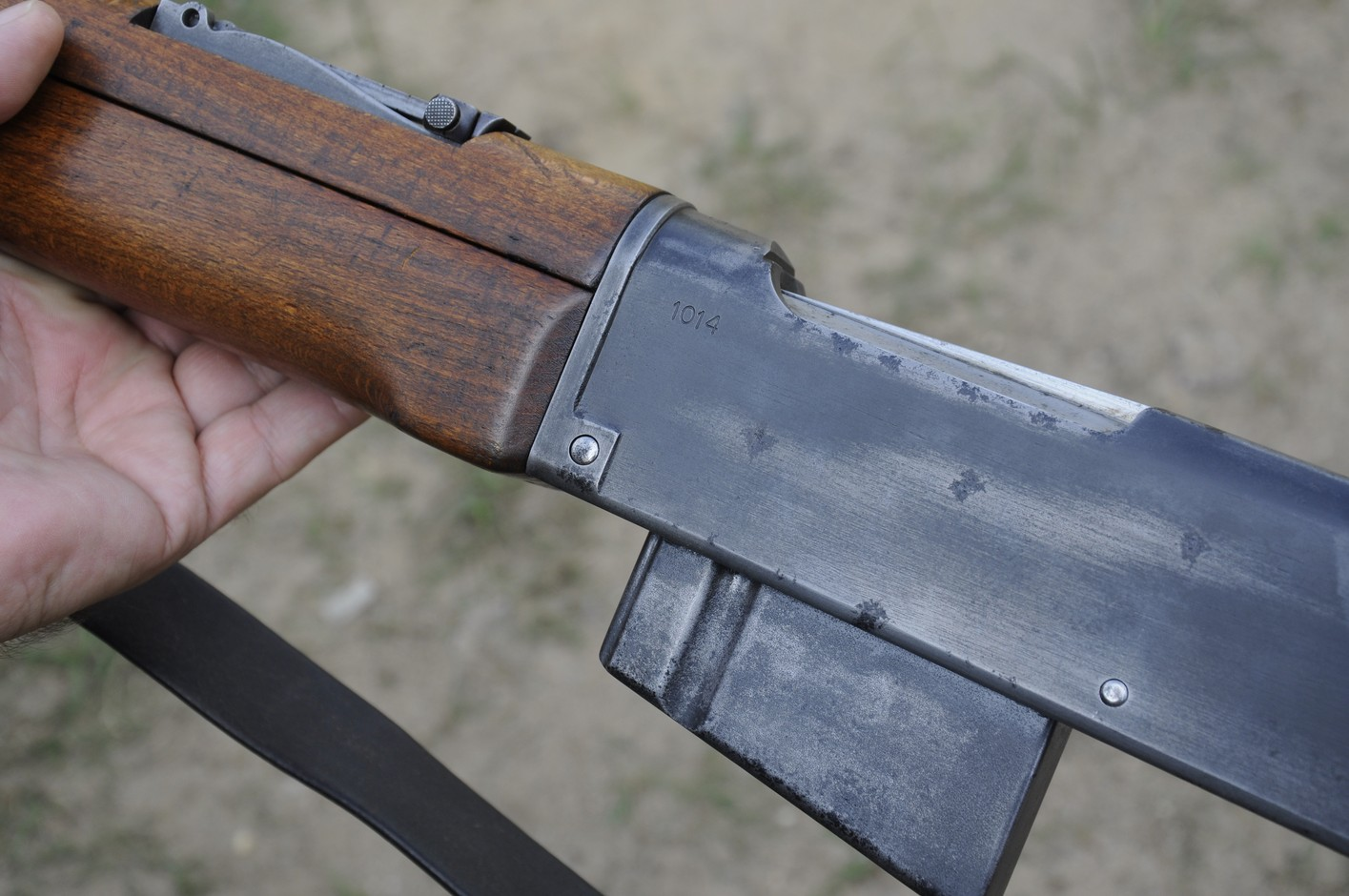
Egzemplarz nr 1014 ze zbiorów prywatnych

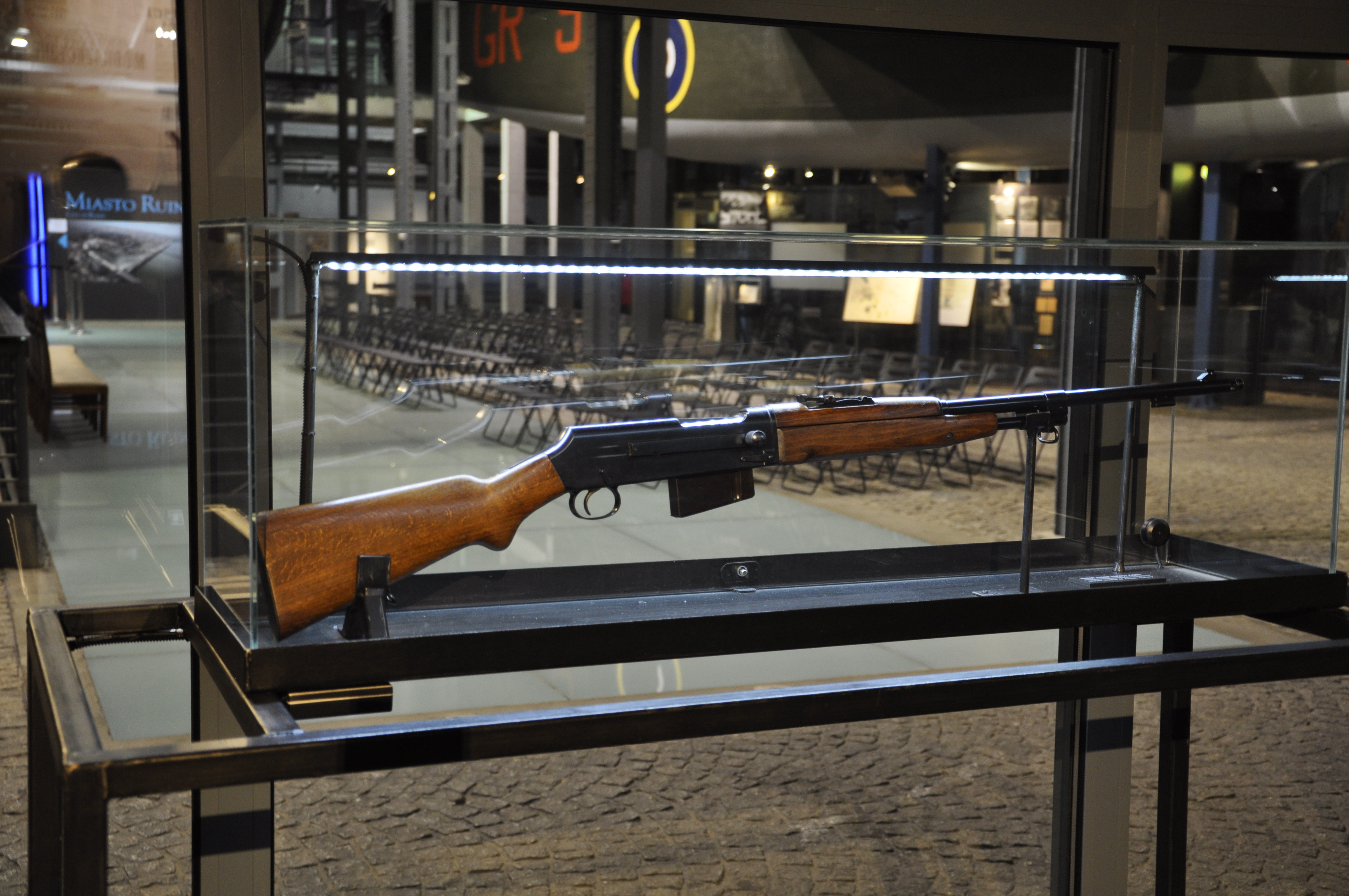
Egzemplarz nr 1019 na wystawie w Muzeum Powstania Warszawskiego

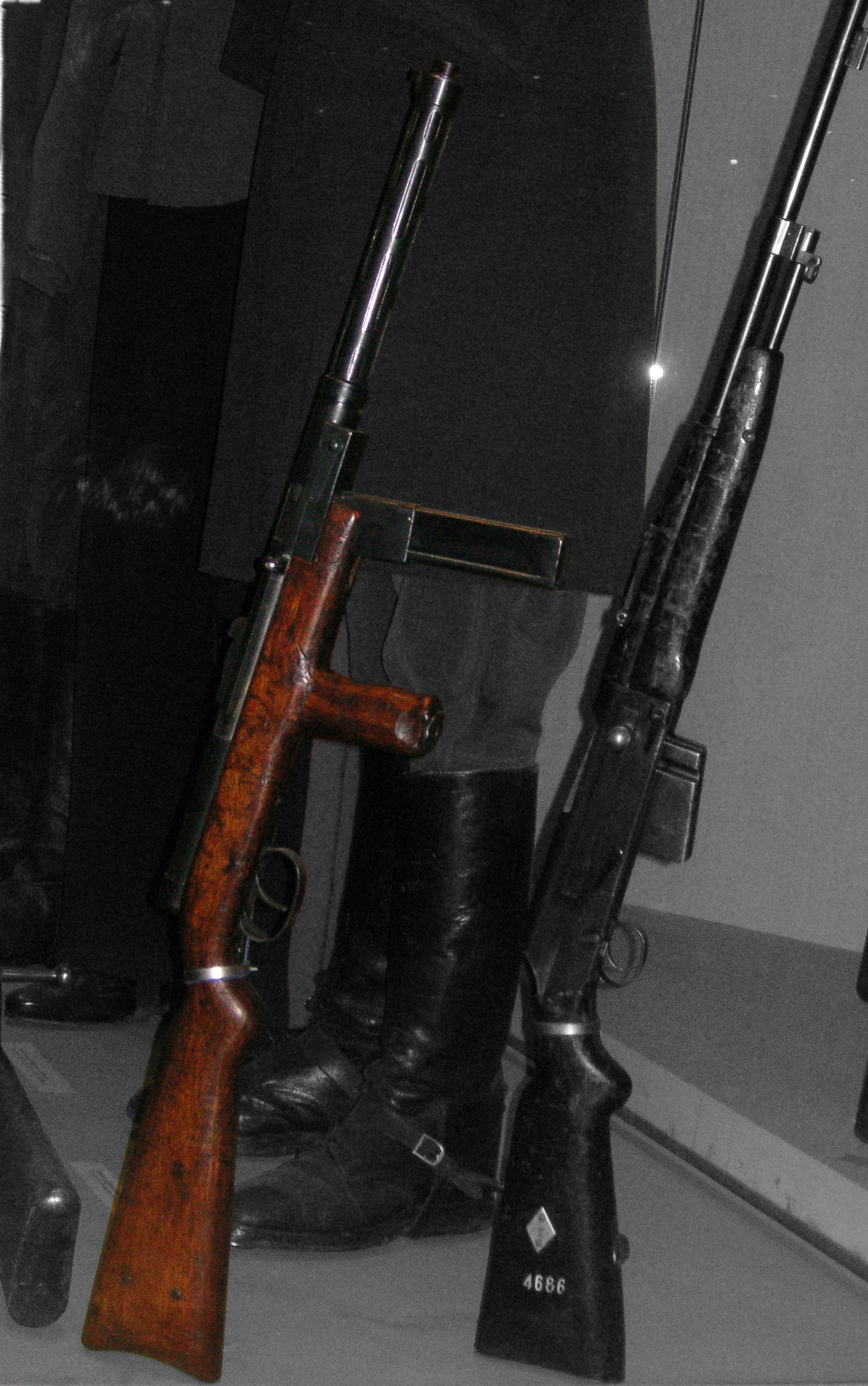
Egzemplarz nr 1027 ze zbiorów Muzeum Wojska Polskiego (po prawej)

Przypuszcza się, że po wojnie na terenie Polski mogło zostać odnalezione kilka sztuk tej broni, jednak jako „niezidentyfikowane” zostały zniszczone. Współcześnie znanych jest jedynie kilka zachowanych egzemplarzy kbsp wz. 38M wśród których wymienia się karabiny z następującymi nr seryjnymi:
- 1014 – w posiadaniu nieznanego prywatnego kolekcjonera, nabyty w Niemczech w 2014 r.[10]
- 1019 – karabin pozyskany w 2013 r. przez Ministerstwo Kultury i Dziedzictwa Narodowego (przy współudziale Ministerstwa Spraw Zagranicznych) w budzących kontrowersje okolicznościach. Karabin będący własnością amerykańskiego kolekcjonera o polskim pochodzeniu – Christophera Gasiora (Krzysztofa Gąsiora), został przez niego wystawiony na sprzedaż w USA za kwotę 65 tys. dolarów. Polski rząd podjął jednak próbę siłowego przejęcia karabinu kanałami dyplomatycznymi bez wypłacania jakiejkolwiek należności właścicielowi. Argumentacja strony polskiej opierała się przy tym na twierdzeniu, jakoby karabin był przedmiotem bliżej nieokreślonego „rabunku” dokonanego w trakcie II wojny światowej (ignorując tym samym fakt, że stanowił on najprawdopodobniej zdobycz wojenną, która regulowana jest zapisami  IV konwencji haskiej, a której Polska jest sygnatariuszem[d]). W obronę kolekcjonera zaangażowało się Narodowe Stowarzyszenie Strzeleckie Ameryki, zaś sam właściciel na łamach Washington Post określił działania strony polskiej jako „próbę kradzieży”. Ostatecznie w obliczu perspektywy długotrwałego procesu sądowego strony zawarły ugodę, na mocy której właściciel zgodził się przekazać stronie polskiej karabin w zamian za kwotę 25 tys. dolarów oraz zapewnienie, iż trafi on na ekspozycję w Muzeum Powstania Warszawskiego. Na mocy zapisów umowy broń stała się własnością Muzeum Historii Polski, które wypożyczyło karabin Muzeum Powstania Warszawskiego[14][15][16][17][18][19][20][21][22][23].
- 1027 – karabin zdezaktywowany, znajdujący się w zbiorach Muzeum Wojska Polskiego w Warszawie, uzyskany w ramach wymiany muzealnej z ZSRR[16][10].
- 1030 – w prywatnej kolekcji Wacława Ustupskiego[10].
- 1048 – z prywatnej kolekcji Boba Farisa z USA. W kwietniu 2017 r. egzemplarz  został kupiony na aukcji przez Ministerstwo Obrony Narodowej za kwotę 69 tys. dolarów[24][10][16].

## Opis konstrukcji

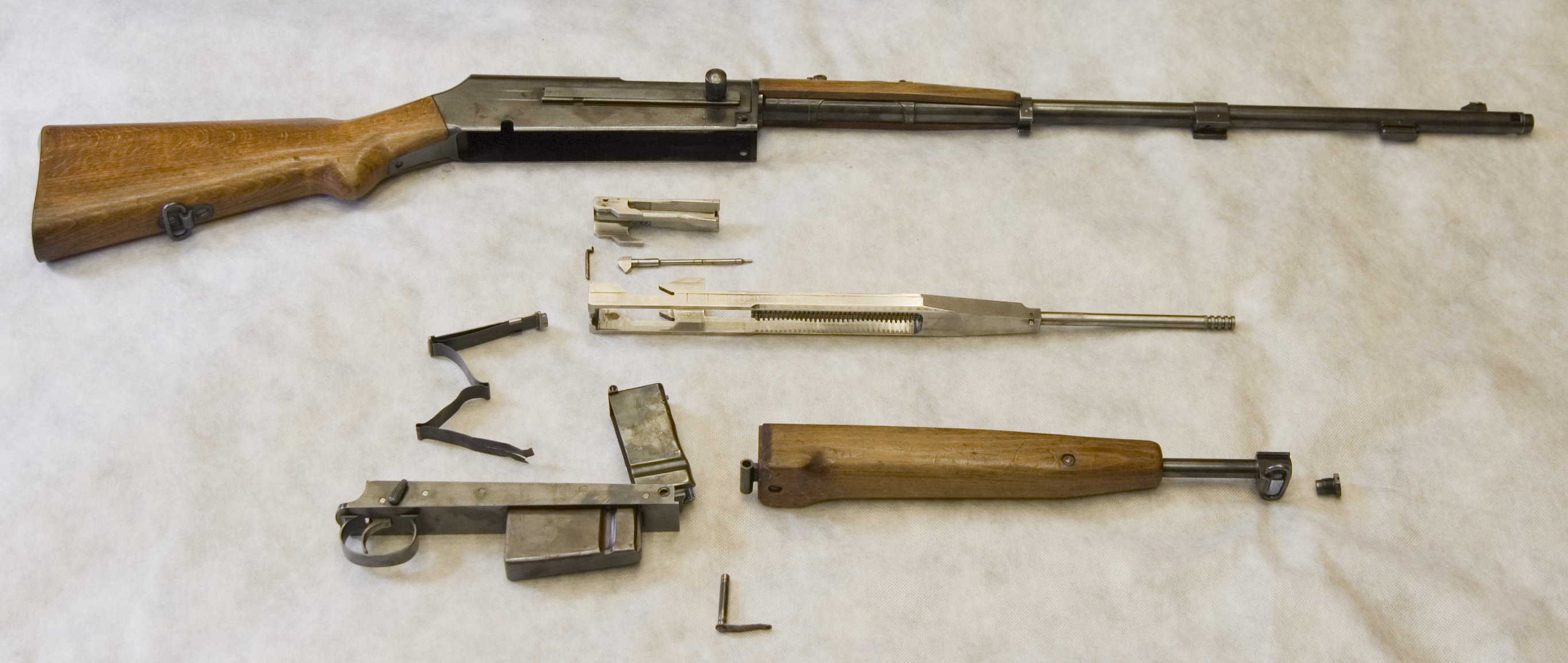
kbsp wz. 38M rozłożony na części

Karabin samopowtarzalny wz. 38M jest indywidualną bronią samopowtarzalną. Automatyka broni opiera się na odprowadzaniu gazów prochowych przez boczny otwór lufy. Sprężyna powrotna i tłok gazowy umieszczone pod lufą. Ryglowanie przez przekoszenie zamka. Karabin wyposażono w  drewniane dwuczęściowe łoże oraz nakładkę na lufę. Mechanizm spustowy kurkowy, z przerywaczem, tylko do ognia pojedynczego. Zasilanie ze stałego magazynka pudełkowego o pojemności 10 nabojów, ładowanego dwiema standardowymi łódkami stosowanymi w karabinach Mausera. Na przedniej części lufy było zamocowane urządzenie wylotowe pełniące funkcję hamulca wylotowego, podstawy muszki i osady bagnetu. Przyrządy celownicze składały się z muszki pryzmatycznej i celownika krzywiznowego (nastawy od 100 do 2000 metrów). Do karabinu stosowano standardowy bagnet wz. 29.